# Newton (Northumberland)
Newton – przysiółek w Anglii, w Northumberland, w dystrykcie (unitary authority) Northumberland, w civil parish Bywell. Leży 51.3 km od miasta Alnwick, 21.1 km od miasta Newcastle upon Tyne i 404.6 km od Londynu. W 1951 roku civil parish liczyła 78 mieszkańców.